# 올림픽 파키스탄 선수단
파키스탄은 1948년 런던 올림픽에 처음 참가한 것을 계기로 1980년 모스크바 올림픽 당시 미국의 보이콧 운동을 따라 불참한 것을 제외하면 매 하계 올림픽 대회에 참가해오고 있다. 동계 올림픽에서도 2010년 밴쿠버 동계 올림픽에서 알파인스키 선수 모하마드 아바스가 출전권을 획득한 뒤부터 참가해 왔다.
1948년 파키스탄의 국가 올림픽 위원회인 파키스탄 올림픽 협회가 설립되었으며 1962년에는 파키스탄 스포츠 위원회가 설립되었다.
파키스탄 선수단은 하계 올림픽에서 현재 총 10개 메달을 획득하였다. 그 가운데 8개 메달은 파키스탄 필드하키 국가대표팀이 획득한 것으로 1956년부터 1992년까지 총 아홉 번의 대회에 참가하여 메달권에 들었다.특히 1956년~1972년에는 5연속 결승 진출, 우승 2회의 기록을 지녔다.
파키스탄의 역대 최고 성적 대회는 1960년 로마 올림픽으로 필드하키에서 금메달, 레슬링에서 동메달을 획득하였다. 이후 1988년 서울 올림픽 당시 복싱 종목에서 동메달 하나를 더 추가한 것이 지금의 메달 획득 기록으로 남아 있다. 2020년 도쿄 올림픽에서는 아르샤드 나딤 선수가 파키스탄 최초로 육상 트랙 필드 종목 경기에 출전하였다.

## 메달 기록

### 하계 올림픽
| 대회                  | 선수               | 금메달             | 은메달             | 동메               | 총합               | 순위               |
| 1900년~1936년         | 인도 제국으로 참가 | 인도 제국으로 참가 | 인도 제국으로 참가 | 인도 제국으로 참가 | 인도 제국으로 참가 | 인도 제국으로 참가 |
| 1948년 런던           | 39                 | 0                  | 0                  | 0                  | 0                  | –                  |
| 1952년 헬싱키         | 44                 | 0                  | 0                  | 0                  | 0                  | –                  |
| 1956년 멜버른         | 62                 | 0                  | 1                  | 0                  | 1                  | 31                 |
| 1960년 로마           | 49                 | 1                  | 0                  | 1                  | 2                  | 20                 |
| 1964년 도쿄           | 41                 | 0                  | 1                  | 0                  | 1                  | 30                 |
| 1968년 멕시코시티     | 20                 | 1                  | 0                  | 0                  | 1                  | 29                 |
| 1972년 뮌헨           | 25                 | 0                  | 1                  | 0                  | 1                  | 33                 |
| 1976년 몬트리올       | 24                 | 0                  | 0                  | 1                  | 1                  | 37                 |
| 1980년 모스크바       | 불참               | 불참               | 불참               | 불참               | 불참               | 불참               |
| 1984년 로스앤젤레스   | 29                 | 1                  | 0                  | 0                  | 1                  | 25                 |
| 1988년 서울           | 31                 | 0                  | 0                  | 1                  | 1                  | 46                 |
| 1992년 바르셀로나     | 27                 | 0                  | 0                  | 1                  | 1                  | 54                 |
| 1996년 애틀랜타       | 24                 | 0                  | 0                  | 0                  | 0                  | –                  |
| 2000년 시드니         | 27                 | 0                  | 0                  | 0                  | 0                  | –                  |
| 2004년 아테네         | 26                 | 0                  | 0                  | 0                  | 0                  | –                  |
| 2008년 베이징         | 21                 | 0                  | 0                  | 0                  | 0                  | –                  |
| 2012년 런던           | 21                 | 0                  | 0                  | 0                  | 0                  | –                  |
| 2016년 리우데자네이루 | 7                  | 0                  | 0                  | 0                  | 0                  | –                  |
| 2020년 도쿄           | 10                 | 0                  | 0                  | 0                  | 0                  | –                  |
| 2024년 파리           | 개최 예정          |                    |                    |                    |                    |                    |
| 2028년 로스앤젤레스   | 개최 예정          |                    |                    |                    |                    |                    |
| 2032년 브리즈번       | 개최 예정          |                    |                    |                    |                    |                    |
| 총합                  | 총합               | 0                  | 0                  | 3                  | 3                  | 144                |

### 동계 올림픽
| 대회                         | 선수      | 금메달 | 은메달 | 동메 | 총합 | 순위 |
| 2010년 밴쿠버                | 1         | 0      | 0      | 0    | 0    | –    |
| 2014년 소치                  | 1         | 0      | 0      | 0    | 0    | –    |
| 2018년 평창                  | 2         | 0      | 0      | 0    | 0    | –    |
| 2022년 베이징                | 1         | 0      | 0      | 0    | 0    | –    |
| 2026년 밀라노-코르티나담페초 | 개최 예정 |        |        |      |      |      |
| 총합                         | 총합      | 0      | 0      | 0    | 0    | –    |

### 종목별 메달 집계
| 종목       | 금 | 은 | 동 | 합계 |
| ---------- | -- | -- | -- | ---- |
| 하키       | 3  | 3  | 2  | 8    |
| 레슬링     | 0  | 0  | 1  | 1    |
| 복싱       | 0  | 0  | 1  | 1    |
| 합계 (3개) | 3  | 3  | 4  | 10   |

## 역대 메달리스트
| 메달   | 선수 | 대회                | 종목   | 세부종목           | 날짜             |
| ------ | --- | ------------------- | ------ | ------------------ | ---------------- |
| 은메달 | 남자 필드하키 국가대표팀 - 압둘 라시드 아흐타르 후세인 무니르 다르 굴람 라술 안와르 칸 하비브 알리 키디 라티푸르레흐만 만주르 후세인 아티프 모티울라 나세르 분다 누르 알람 쿠르시드 아슬람 압둘 와히드 무시타크 아흐마드 자키르 후세인 | 1956년 멜버른       | 하키   | 남자 토너먼트전    | 1956년 12월 6일  |
| 금메달 | 남자 필드하키 국가대표팀 - 압둘 하미드 라시드 압둘 압둘 와히드 바시르 아흐마드 굴람 라술 안와르 칸 쿠르시드 아슬람 하비브 알리 키디 만주르 후세인 아티프 무시타크 아흐마드 모티울라 나세르 분다 누르 알람 무니르 다르 | 1960년 로마         | 하키   | 남자 토너먼트전    | 1960년 9월 9일   |
| 동메달 | 무함마드 바시르 | 1960년 로마         | 레슬링 | 남자 자유형 73kg급 | 1960년 9월 6일   |
| 은메달 | 남자 필드하키 국가대표팀 - 압둘 라시드 아흐타르 후세인 무니르 다르 굴람 라술 안와르 칸 하비브 알리 키디 라티푸르레흐만 만주르 후세인 아티프 모티울라 나세르 분다 누르 알람 안와르 칸 나와즈 키자르 쿠르시드 아잠 무함마드 만나 만주르 후세인 아티프 무함마드 라시드 모티울라 타리크 니아지 사이드 안와르 아지즈 타리크 하야트 자파르 우딘 자카 | 1964년 도쿄         | 하키   | 남자 토너먼트전    | 1964년 10월 23일 |
| 금메달 | 남자 필드하키 국가대표팀 - 압둘 라시드 자항기르 부트 탄비르 다르 굴라이즈 아흐타르 할리드 마흐무드 무함마드 아사드 말리크 아시파크 아흐메드 타리크 니아지 리아즈 아흐메드 리아주딘 사이드 안와르 타리크 아지즈 자키르 후세인 | 1968년 멕시코시티   | 하키   | 남자 토너먼트전    | 1968년 10월 26일 |
| 은메달 | 남자 필드하키 국가대표팀 - 라시드 압둘 아흐타르 라술 울 아흐타르 자항기르 부트 우르 파잘 이슬라후딘 시디크 무함마드 아사드 말리크 샤나즈 셰이흐 무나우와루즈 자만 아흐메드 리아즈 사이드 안와르 살렘 셰르와니 이프티카르 셰드 무다사르 셰드 자히드 셰이흐                                                                                      | 1972년 뮌헨         | 하키   | 남자 토너먼트전    | 1972년 9월 10일  |
| 동메달 | 남자 필드하키 국가대표팀 - 라시드 압둘 아흐타르 라술 마흐무드 아르샤드 아르샤드 초드리 칸 하니프 이슬라후딘 시디크 사미울라 칸 만주르울 하산 만주르 후세인 무나우와루즈 자만 지아 카마르 나짐 살림 샤나즈 셰이흐 살렘 셰르와니 이프티카르 셰드 무다사르 셰드                                                                                   | 1976년 몬트리올     | 하키   | 남자 토너먼트전    | 1976년 7월 30일  |
| 금메달 | 남자 필드하키 국가대표팀 - 셰드 굴람 모이누딘 카심 지아 나시르 알리 압둘 라시드 알하산 아야즈 마흐무드 나엠 아흐타르 칼레물라 칸 만주르 후세인 하산 사다르 하니프 칸 칼리드 하미드 샤히드 알리 칸 타우키르 다르 이슈티아크 아흐메드 살렘 셰르와니 무시타크 아흐메드                                                                            | 1984년 로스앤젤레스 | 하키   | 남자 토너먼트전    | 1984년 8월 11일  |
| 동메달 | 후세인 샤 | 1988년 서울         | 복싱   | 남자 미들급        | 1988년 9월 27일  |
| 동메달 | 남자 필드하키 국가대표팀 - 사이드 안줌 하산 파라트 칼리드 바시르 무함마드 카와자 만수르 아흐메드 아시프 바지와 이흘라크 무함마드 무함마드 칼리드 카마르 무함마드 후세인 무사다크 라나 무자히드 샤바즈 아흐메드 무함마드 샤바즈 샤히드 알리 칸 타히르 자만 와심 페로즈                                                                          | 1992년 바르셀로나   | 하키   | 남자 토너먼트전    | 1992년 8월 8일   |

## 같이 보기
- 파키스탄의 올림픽 기수 목록
- 패럴림픽 파키스탄 선수단
- 코먼웰스 게임 파키스탄 선수단
- 아시안 게임 파키스탄 선수단
- 동계 올림픽에 참가하는 열대 국가